# Randia brevipes
Randia brevipes är en måreväxtart som beskrevs av Julian Alfred Steyermark. Randia brevipes ingår i släktet Randia och familjen måreväxter. Inga underarter finns listade i Catalogue of Life.